# Gavià occidental
El gavià occidental (Larus occidentalis) és una espècie d'ocell de la família dels làrids (Laridae) que habita les costes occidentals d'Amèrica del Nord, des de la Colúmbia Britànica cap al sud fins Baixa Califòrnia.